# エル・エデン国際空港
エル・エデン国際空港（エル・エデンくうこう、西: Aeropuerto Internacional El Edén、英: El Edén International Airport）は、コロンビア中西部キンディオ県の県都アルメニアの南西13キロメートルに位置する空港。

## 歴史
1940年代にアビアンカ航空から空港開設地の調査に派遣されたÁlvaro Gonzálezが、Alfonso Tobón Gutiérrez所有の農園El Edénを候補地に選定。地域住民の出資によって1947年に建設が開始され、翌1948年に開設された。1973年に拡張工事に着手し1975年に竣工。1999年1月25日に起きたコロンビア・キンディオ地震で被害を受けたあと、滑走路の拡張や施設の改築が行われた。2007年から国際線用の旅客用施設や電波航法施設(VOR/DME)が整備され、さらなる整備計画が進められている。2009年3月13日に国際空港となり、同年11月14日よりスピリット航空がアメリカ合衆国フロリダ州のフォートローダーデール・ハリウッド国際空港から定期便を就航させた。

## 就航路線
| 航空会社       | 就航地                 |
| -------------- | ---------------------- |
| アビアンカ航空 | ボゴタ                 |
| イージーフライ | メデジン/オラヤエレラ  |
| コパ航空       | パナマシティ           |
| スピリット航空 | フォートローダーデール |